# Communauté de communes Cœur d'Astarac en Gascogne
La communauté de communes Cœur d'Astarac en Gascogne est une communauté de communes française, située dans le département 
du Gers.

## Géographie
Elle correspond à la partie ouest de l'Astarac gersois.

## Communes adhérentes
La communauté de communes est composée des 19 communes suivantes :

| Nom                | Code Insee | Gentilé            | Superficie (km2) | Population (dernière pop. légale) | Densité (hab./km2) |
| ------------------ | ---------- | ------------------ | ---------------- | --------------------------------- | ------------------ |
| Mirande (siège)    | 32256      | Mirandais          | 23,42            | 3 442 (2022)                      | 147                |
| Armous-et-Cau      | 32009      | Arcausiens         | 9,33             | 95 (2022)                         | 10                 |
| Bars               | 32030      | Barsais            | 10,61            | 124 (2022)                        | 12                 |
| Bassoues           | 32032      | Bassouais          | 32,29            | 331 (2022)                        | 10                 |
| Castelnau-d'Anglès | 32077      | Castelnausiens     | 11,94            | 91 (2022)                         | 7,6                |
| Estipouy           | 32128      | Estipouyais        | 11,69            | 206 (2022)                        | 18                 |
| L'Isle-de-Noé      | 32159      |                    | 25,66            | 543 (2022)                        | 21                 |
| Laas               | 32167      | Légatiens          | 10,94            | 318 (2022)                        | 29                 |
| Lamazère           | 32187      | Lamazériens        | 7,47             | 130 (2022)                        | 17                 |
| Louslitges         | 32217      | Louslitgeois       | 12,03            | 61 (2022)                         | 5,1                |
| Marseillan         | 32238      | Marseillanois      | 4,34             | 83 (2022)                         | 19                 |
| Mascaras           | 32240      | Mascarassais       | 5,95             | 59 (2022)                         | 9,9                |
| Miélan             | 32252      | Miélanais          | 21,88            | 1 132 (2022)                      | 52                 |
| Monclar-sur-Losse  | 32265      | Monclarais         | 10,47            | 111 (2022)                        | 11                 |
| Montesquiou        | 32285      | Montesquivais      | 46,8             | 569 (2022)                        | 12                 |
| Mouchès            | 32293      | Mouchésiens        | 3,07             | 79 (2022)                         | 26                 |
| Pouylebon          | 32326      | Pouylebonnais      | 14,38            | 147 (2022)                        | 10                 |
| Saint-Christaud    | 32367      | Saint-Christophins | 11               | 63 (2022)                         | 5,7                |
| Saint-Maur         | 32393      | Saint-Mauriens     | 13,84            | 136 (2022)                        | 9,8                |

## Démographie
| 1999  | 2009 | 2011 |
| ----- | ---- | ---- |
| 7 109 | -    | -    |

## Administration
| Période                                  | Période  | Identité        | Étiquette | Qualité                   |
| ---------------------------------------- | -------- | --------------- | --------- | ------------------------- |
| 2000                                     | 2014     | Pierre Beaudran | Rad.      | Maire de Mirande          |
| 2014                                     | en cours | Patrick Fanton  | SE        | Médecin, Maire de Mirande |
| Les données manquantes sont à compléter. |          |                 |           |                           |

## Historique
En application de la loi d'orientation no 92.586 du 12 juillet 1996 relative au renforcement et à la simplification de la coopération intercommunale, il est formé entre les communes se situant dans un espace défini par la RN21 entre la vallée de Losse et la vallée de la grande Baïse.
La communauté des communes est constituée pour une durée illimitée.

## Compétences
L'objectif de cette Communauté est le développement harmonieux des communes susvisées dans le cadre d'une véritable solidarité entre l'ensemble d'entre elles et plus particulièrement entre villes centres et communes rurales.
Cette Communauté a pour but l'étude, la programmation, la création, le fonctionnement et le financement d'équipements concourant à un aménagement coordonné du territoire ; le développement de la solidarité entre les communes adhérentes ; le développement d'actions au service des populations pour laquelle elle a les compétences.

### Aménagement de l'espace communautaire
- Développement des voies de communication.
- Création et réalisation de ZAC.
- Création et gestion d'infrastructures et réseaux de télécommunications à très haut débit.

### Protection et mise en valeur de l’environnement
- Assainissement individuel
- Collecte et traitement des déchets ménagers et assimilé
- Amélioration de la qualité paysagère et du cadre de vie

## Sources
- Site officiel
- Le SPLAF (Site sur la Population et les Limites Administratives de la France)
- La base ASPIC